# 枝幸郡
- 令制国一覧 > 北海道 (令制) > 北見国 > 枝幸郡
- 日本 > 北海道 > 宗谷総合振興局 > 枝幸郡

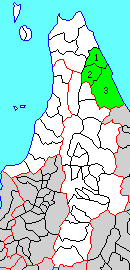
北海道枝幸郡の位置（1.浜頓別町 2.中頓別町 3.枝幸町）

枝幸郡（えさしぐん）は、北海道（北見国）宗谷総合振興局の郡。
人口11,818人、面積1,915.72km²、人口密度6.17人/km²。（2025年6月30日、住民基本台帳人口）
以下の3町を含む。
- 浜頓別町（はまとんべつちょう）
- 中頓別町（なかとんべつちょう）
- 枝幸町（えさしちょう）

## 郡域
1879年（明治12年）に行政区画として発足して以来、郡域は上記3町のまま変更されていない。

## 歴史

### 郡発足までの沿革
江戸時代の枝幸郡域は西蝦夷地に属し、松前藩によって開かれたソウヤ場所（宗谷郡の前身）に含まれた。
江戸時代後期になると南下政策を強力に進めるロシアの脅威に備え文化4年枝幸郡域は天領とされた。文政4年には一旦松前藩領に復したものの、安政2年再び天領となり秋田藩が警固をおこない、同6年の6藩分領以降は秋田藩領となっていた。戊辰戦争（箱館戦争）終結直後の1869年8月15日、大宝律令の国郡里制を踏襲して枝幸郡が置かれた。

### 郡発足以降の沿革
- 明治2年

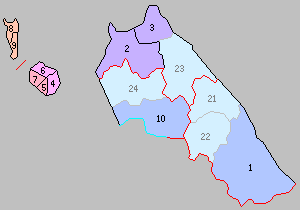
北海道一・二級町村制施行時の枝幸郡の町村（1.枝幸村 青：合併を経ていない町村および合併と分立により発足時と同じ領域をもつ町村 水色：分立して現存する町村 21.頓別村 22.中頓別村）

  - 8月15日（1869年9月20日） - 北海道で国郡里制が施行され、北見国および枝幸郡が設置される。開拓使が管轄。
  - 8月28日（1869年10月3日） - 金沢藩の領地となる（北海道の分領支配）。
- 明治4年8月20日（1871年10月4日） - 廃藩置県により再び開拓使の管轄となる。
- 明治5年
  - 4月9日（1872年5月15日） - 全国一律に戸長・副戸長を設置（大区小区制）。
  - 10月10日（1872年11月10日） - 4月に設置された区を大区と改称し、その下に旧来の町村をいくつかまとめて小区を設置（大区小区制）。
- 明治9年（1876年）9月 - 従来開拓使において随意定めた大小区画を廃し、新たに全道を30の大区に分ち、大区の下に166の小区を設けた。なお当時枝幸郡に町村は設けられなかった。

- 第28大区
  - 1小区 ：

- 明治11年（1878年） - 頓別村、枝幸村、歌登村、礼文村が設置。
- 明治12年（1879年）7月23日 - 郡区町村編制法の北海道での施行により、行政区画としての枝幸郡が発足。
- 明治13年（1880年）3月 - 宗谷郡外三郡役所（宗谷枝幸利尻礼文郡役所）の管轄となる。
- 明治15年（1882年）2月8日 - 廃使置県により札幌県の管轄となる。
- 明治19年（1886年）1月26日 - 廃県置庁により北海道庁札幌本庁の管轄となる。
- 明治30年（1897年）11月5日 - 郡役所が廃止され、宗谷支庁の管轄となる。
- 明治42年（1909年）4月1日 - 北海道二級町村制の施行により、枝幸村、頓別村、歌登村、礼文村の区域をもって枝幸村（二級村）が発足。（1村）
- 大正5年（1916年）4月1日 - 枝幸村の一部（大字頓別村）が分立して頓別村（二級村）が発足。（2村）
- 大正10年（1921年）4月1日 - 頓別村の一部（頓別川の上・中流域）が分立して中頓別村（二級村）が発足。（3村）
- 大正12年（1923年）4月1日 - 枝幸村が北海道一級町村制を施行。
- 昭和14年（1939年）9月1日 - 枝幸村の一部（大字歌登村の一部）が分立して歌登村（一級村）が発足。（4村）
- 昭和18年（1943年）6月1日 - 北海道一・二級町村制が廃止され、北海道で町村制を施行。二級町村は指定町村となる。
- 昭和21年（1946年）10月5日 - 指定町村を廃止。
- 昭和22年（1947年）
  - 5月3日 - 地方自治法の施行により北海道宗谷支庁の管轄となる。
  - 10月1日 - 枝幸村が町制施行して枝幸町となる。（1町3村）
- 昭和24年（1949年）11月1日 - 中頓別村が町制施行して中頓別町となる。（2町2村）
- 昭和26年（1951年）11月1日 - 頓別村が町制施行・改称して浜頓別町となる。（3町1村）
- 昭和37年（1962年）1月1日 - 歌登村が町制施行して歌登町となる。（4町）
- 平成18年（2006年）3月20日 - 枝幸町・歌登町が合併し、改めて枝幸町が発足。（3町）
- 平成22年（2010年）4月1日 - 宗谷支庁が廃止され、宗谷総合振興局の管轄となる。